# Charaxes mixtus
Charaxes mixtus är en fjärilsart som beskrevs av Rothschild 1894. Charaxes mixtus ingår i släktet Charaxes och familjen praktfjärilar. Inga underarter finns listade i Catalogue of Life.

## Bildgalleri

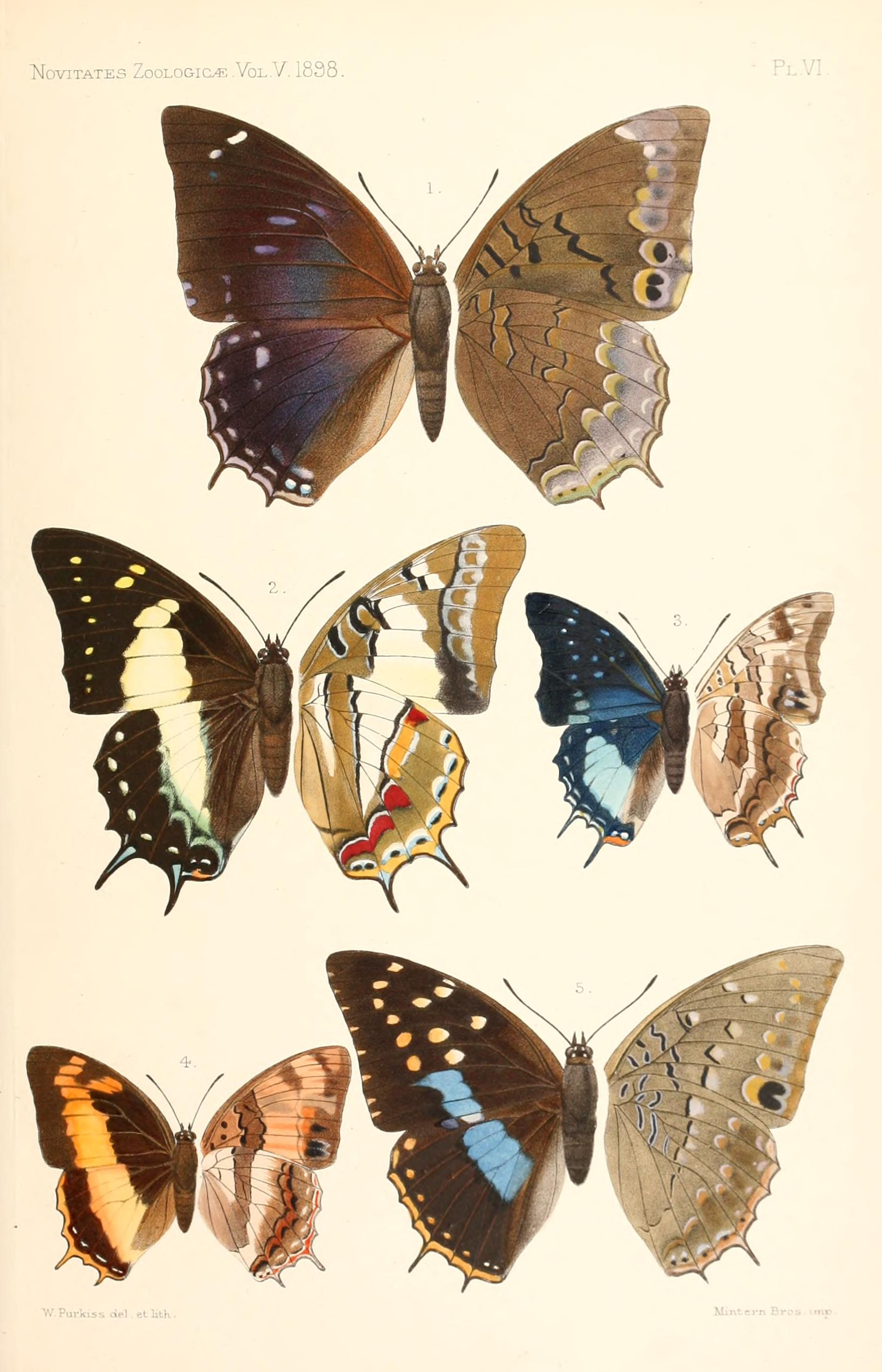
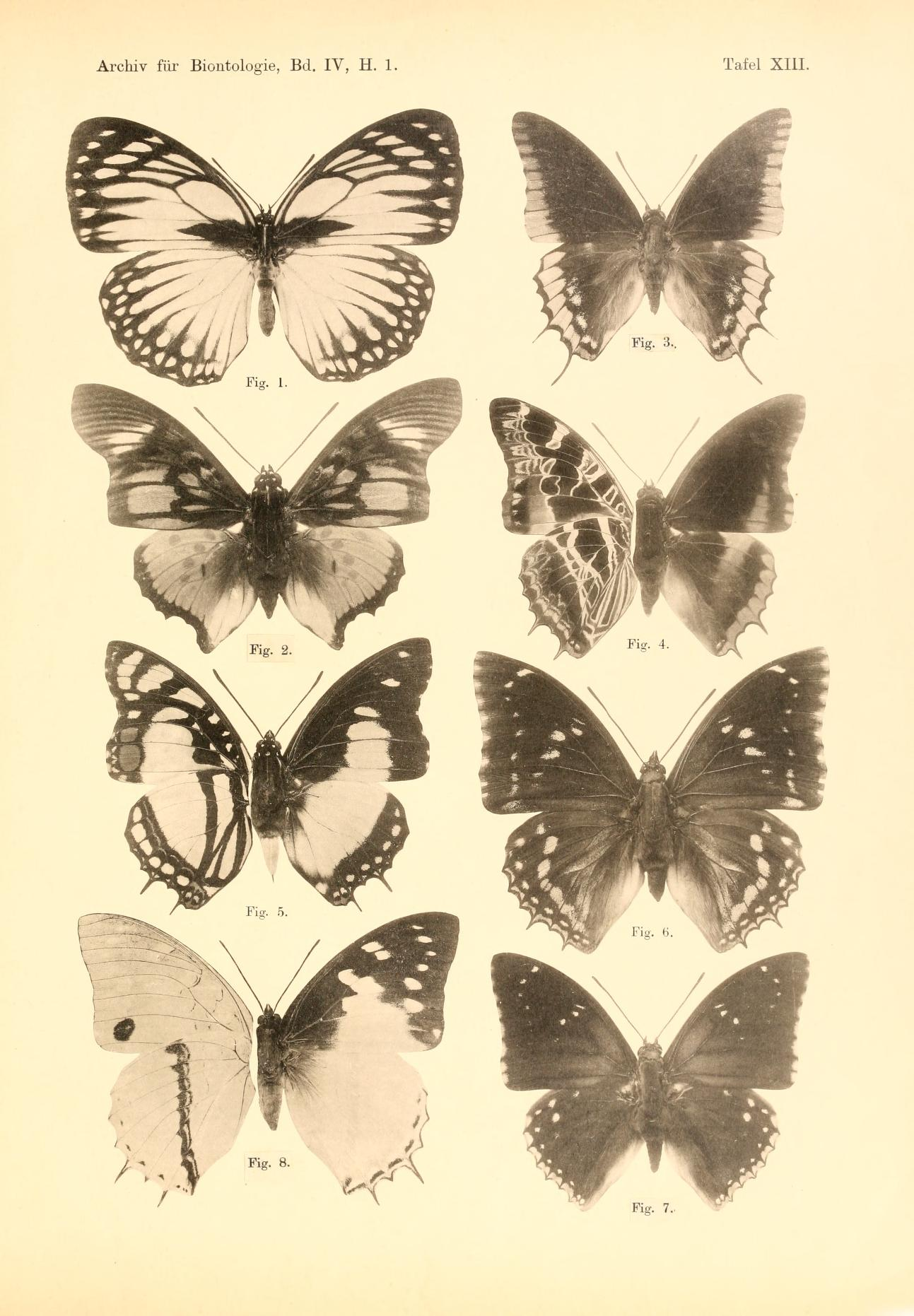